# Karen Pierce
Pour les articles homonymes, voir Pierce.
Karen Elizabeth Pierce, née le 23 septembre 1959, est une diplomate britannique. Elle est ambassadrice du Royaume-Uni auprès des Nations unies de 2018, à 2020, puis ambassadrice aux États-Unis jusqu'en 2025.

## Biographie
Karen Pierce effectue ses études à la Penwortham Girls 'High School et au Girton College (BA puis MA). Elle rejoint le Foreign and Commonwealth Office (FCO) en 1981. Après une formation en japonais, elle est affectée à Tokyo comme troisième secrétaire d'ambassade en 1984. En 1987, elle revient à Londres et rejoint le département de politique de sécurité du FCO. De 1992 à 1995, elle est basée à Washington, D.C., en tant que directrice de cabinet de l'ambassadeur Robin Renwick, Baron Renwick of Clifton (en). Elle occupe divers postes au FCO entre 1996 et 2000 : cheffe d'équipe pour l'Ukraine, la Biélorussie et la Moldavie (1996-1997), cheffe adjointe du département de l'Adriatique orientale (Balkans) (1997-1999) puis chef de la FCO Newsroom (1999-2000).
De 2006 à 2009, elle est ambassadrice adjointe du Royaume-Uni auprès des Nations unies, à New York. À ce titre, elle préside le Conseil de sécurité des Nations unies en avril 2007 et en mai 2008. De 2009 à 2012, elle est directrice pour l'Asie du Sud et l'Afghanistan au FCO et représentante spéciale du Royaume-Uni pour l'Afghanistan et le Pakistan (juin 2010-juin 2011). En 2012, elle obtient une maîtrise en stratégie internationale et en diplomatie à la London School of Economics. De 2012 à 2015, elle est ambassadrice du Royaume-Uni auprès des Nations unies à Genève, ainsi que pour d'autres organisations internationales basées dans la même ville, dont l'Organisation mondiale du commerce. De mai 2015 à février 2016, elle est ambassadrice du Royaume-Uni auprès de la République islamique d'Afghanistan. Jusque début 2018, elle est directrice générale politique du FCO.
Le 22 janvier 2018, elle est nommée ambassadrice du Royaume-Uni auprès des Nations unies et entre en fonction le 23 mars suivant. En février 2020, elle est nommée en tant qu'ambassadrice du Royaume-Uni auprès des États-Unis ; elle entre en fonction le 23 mars. Elle est remplacée par Peter Mandelson en février 2025.

## Vie privée
Elle est mariée à Charles Roxburgh, un haut fonctionnaire au Trésor de Sa Majesté. Ils ont deux fils : Jack, né en 1991, et Tom, né en 1997.

## Décoration
- Dame commandeur de l'ordre de Saint-Michel et Saint-Georges